# NGC 2267
NGC 2267 (również PGC 19417) – galaktyka soczewkowata (SB0), znajdująca się w gwiazdozbiorze Wielkiego Psa. Odkrył ją John Herschel 16 lutego 1836 roku.